# Mónica Gómez León
Mónica Marcela Gómez León (Lima, 1970) es una científica peruana especializada en ciencia e ingeniería de materiales. En el 2001 se convirtió en la primera mujer en obtener el grado de Doctora en Ciencias con especialización en Física de la Universidad Nacional de Ingeniería (UNI). Ha sido galardonada con el Premio L'Oréal-UNESCO "Por las Mujeres en la Ciencia".  Por su contribución científica ha obtenido el "Nivel Investigador Distinguido" del registro de investigadores peruanos RENACYT.

## Biografía

### Primeros años y educación
Mónica Gómez nació en Lima, Perú, en 1970. Después de terminar la escuela secundaria, decidió seguir una carrera en ciencias. En 1989, inició sus estudios en Química en la Facultad de Ciencias de la Universidad Nacional de Ingeniería (UNI). Al principio de su carrera, se involucró en grupos de investigación experimental, lo que facilitó la rápida culminación de su tesis.
La búsqueda por seguir con una alta formación científica llevó a inscribirse en un programa doctoral en Física en el extranjero. A los 27 años, comenzó sus estudios de doctorado en Suecia a través de un convenio entre la UNI y la Universidad de Uppsala. En agosto de 2001, a la edad de 30 años, se convirtió en la primera mujer en obtener el grado de Doctora en Ciencias con especialización en Física por la UNI al mismo tiempo que le daba la bienvenida a su primera hija. 
Frente a los retos de equilibrar una carrera académica y la maternidad, renunció temporalmente a su puesto de docente en la universidad para enfocarse en la crianza de su hija a tiempo completo. Tres años después llegó su segunda hija y, a la par de la crianza de ambas, estudió Educación Inicial para establecer un programa de estudio en casa para sus retoñas.

### Trayectoria profesional
Tras 10 años de alejamiento de la academia, Gómez León reanudó su labor científica con renovada determinación haciéndose acreedora del premio L’Oréal por la Mujer en la Ciencia en 2011 y realizando estancias de investigación en importantes laboratorios de varios países: la Escuela Politécnica Federal de Lausana (EPFL) de Suiza, el Centro de investigación y Materiales Avanzados de México, la Universidad de Oulu en Finlandia, el Consejo Nacional de Investigación de Italia y el Centro de Energía Solar de la India (ahora, Instituto Nacional de Energía Solar). Finalmente, regresó para establecerse en su primera alma máter, la Univesidad Nacional de Ingeniería donde se desempeña como docente investigador principal.
Durante la pandemia del Covid-19 lideró, junto a su esposo, el Dr. José Luis Solis Veliz,el desarrollo de textiles funcionales mejorados por la incrustación de nanopartículas para conferirles propiedades antimicrobianas, antimicóticas y protección UV, brindando así una capa protectora adicional para el personal médico que vista uniformes confeccionados con dichos textiles.
En el 2023 presentó una propuesta al llamado del Consejo Nacional de Ciencia, Tecnología e Innovación del Perú, a través de su ente ejecutor Prociencia, para la formación de un programa de doctorado de alto nivel que quedó en primer lugar dentro de las 66 propuestas presentadasy que finalmente fue elegido dentro de la lista de 8 nuevos programas de alto nivel patrocinados por el Estado, un hecho histórico para el Perú al ofrecer becas con salarios competitivos y con estándares internacionales. En el 2024, Gómez asumió la Coordinación del nuevo Programa Doctoral en Ciencias con mención en Física de la UNI.

## Investigación
Las investigaciones de Gómez abarcan los campos de la ciencia de materiales, la nanotecnología y la sostenibilidad ambiental, con especial énfasis en aplicaciones orientadas a mejorar la salud pública y las condiciones de vida en zonas rurales. Su trabajo integra materiales funcionales avanzados con consideraciones ecológicas y sociotécnicas, impulsando la innovación interdisciplinaria en textiles, arquitectura y procesos de remediación ambiental. Su producción científica incluye 36 artículos indexados en Scopus, y ha sido reconocida como "Investigadora Distinguida" por el Registro Nacional Científico, Tecnológico y de Innovación Tecnológica (RENACYT) del CONCYTEC.

### Textiles funcionales y nanomateriales
Uno de los ejes centrales de su investigación es el desarrollo de textiles funcionales mejorados mediante nanomateriales. Entre sus proyectos destacados figura la creación de telas de algodón con propiedades antimicrobianas y protección UV, mediante la incorporación de nanopartículas semiconductoras como óxido de zinc, óxido de cobre y dióxido de titanio. Estos materiales proporcionan una doble funcionalidad: protección antifúngica y antimicrobiana, junto con resistencia mejorada a la radiación ultravioleta. En contextos clínicos, desarrolló tratamientos bactericidas para superficies textiles hospitalarias con nanopartículas de óxido de zinc, orientados a reducir la incidencia de infecciones intrahospitalarias.

### Arquitectura sostenible y tecnologías rurales
Además de sus contribuciones en el ámbito textil, Gómez ha investigado estrategias de diseño de materiales para viviendas en zonas altoandinas. Su trabajo ha resaltado el desarrollo de técnicas constructivas resistentes a las heladas y soluciones de confort térmico adaptadas a condiciones climáticas extremas. También ha explorado sistemas de energía renovable y tecnologías ambientales para viviendas rurales, incluyendo métodos sostenibles de abastecimiento energético y tratamiento de agua.

### Remediación ambiental y eco-materiales
En el área de sostenibilidad ambiental, ha realizado investigaciones sobre fotocatálisis, extracción de colorantes naturales y tecnologías de tratamiento de aguas residuales. En 2024, fue coautora un estudio sobre la eliminación de cromo en efluentes de curtiembres mediante el uso de la zeolita natural Neonite, evaluando su eficacia como sorbente ecológico para la purificación de aguas industriales.

## Premios y reconocimientos
- En 2011, durante la cuarta edición del premio L'Oréal-UNESCO "Por las Mujeres en la Ciencia", Gómez fue reconocida por su investigación en el desarrollo de textiles bactericidas destinados a entornos clínicos. Su trabajo fue destacado como un avance significativo en la aplicación de la innovación científica a la salud pública y la higiene hospitalaria, y recibió elogios por su contribución al fortalecimiento de las capacidades científicas y tecnológicas del Perú.[2][5][6]
- En el 2021, el Consejo Nacional de Ciencia, Tecnología e Innovación reconoció sus aportes incluyéndola en el libro titulado "Científicas del Perú: 24 historias por descubrir"[9]
- La Organización de los Estados Iberoamericanos la reconoció como referente de científica peruana en su programa "Somos Mujeres y Hacemos Ciencia en Perú" desarrollado durante el 2024.[8]